# Чоу Квай Лам
Чоу Квай Лам (малай. Chow Kwai Lam, кит. трад.: 周貴林; піньїнь: Zhōu Guìlín, нар. 26 серпня 1942 — пом. 16 липня 2018) — малайзійський футболіст і футбольний тренер.

## Ігрова кар'єра
За час кар'єри футболіста Чоу Квай Лам грав у футбольних клубах «Негері-Сембілан» і «Селангор», та тричі виграв із «Селангором» Кубок Малайзії, і зайняв друге місце в першому клубному чемпіонаті Азії 1967 року, проте поступився у фіналі ізраїльському клубу «Хапоель» (Тель-Авів). Він також з 1965 по 1971 рік грав у складі національної збірної Малайзії, та був капітаном збірної на Кубку Мердека 1965 року, а пізніше став головним тренером національної збірної в 1978 році.

## Тренерська кар'єра
Після роботи з національною збірною Малайзії в 1978 році Чоу тренував свою колишню команду «Селангор» з 1979 до 1983 року, а в 1984 році став головним тренером клубу «Саравак». У 1987—1989, 1992 та 1995—1998 роках він тренував клуб «Куала-Лумпур». Чоу також тренував молодіжну збірну Малайзії в невдалій для неї кваліфікації на Олімпійські ігри 1992 року в Барселоні. У 1999 році Чоу нетривалий час тренував клуб «Перак», після чого працював тренером у Сінгапурі, спочатку головним тренером клубу «Тампінс Роверс» у 2002—2003 роках. Пізніше з грудня 2004 по червень 2005 року він тренував сінгапурський клуб «Пая Лебар Пунггол», під час роботи в якому тренера звинуватили у спробі підкупу футболіста свого клубу Зулкіфлі Зайнолабідіна, який грав на позиції воротаря, щоб той дозволив супернику забити два або три голи в матчі чемпіонату Сінгапуру 2005 року. Зулкіфлі Зайнолабідін був колишнім офіцером поліції, і сказав, що спроба підкупити його була помилкою. Чоу за вироком суду оштрафували на суму в 50 тисяч доларів і отримав довічну дискваліфікацію з футболу в Сінгапурі та Малайзії. Чоу в інтерв'ю малазійській газеті «Malay Mail» у 2014 році наголошував на своїй невинуватості. «Пая Лебар Пунггол» став останнім клубом, який Чоу тренував у своїй кар'єрі.
Як тренер Чоу 6 разів виграва Кубок Малайзії, тричі з «Селангором» та тричі поспіль з «Куала-Лумпуром», а також один раз Суперкубок Малайзії і один раз чемпіонат Малайзії, також із «Куала-Лумпуром». Він також виграв Кубок Сінгапуру 2002 року з клубом «Тампінс Роверс». Під час роботи тренером він був відомий як «запальний» і «затятий тренер».

## Смерть
Чоу Квай Лам помер 16 липня 2018 року в лікарні міста Ампанґ-Джая в Селангорі.